# 庫普柳瓦泰
49°43′31″N 38°45′50″E / 49.72528°N 38.76389°E
庫普柳瓦泰（烏克蘭語：Куплювате）是位於烏克蘭東部的村莊，由盧甘斯克州斯瓦托韋區的比洛库拉基内市镇負責管轄。該村面積0.8平方公里，海拔高度152米，2001年人口77，人口密度每平方公里186.3人。